# Катаріна Карагеоргієвич (1959)
Катаріна Карагеоргієвич (серб. Катарина Карађорђевић), також Катерина Югославська (серб. Катарина од Југославије, нар. 28 листопада 1959) — югославська принцеса з династії Карагеоргієвичів, донька принца Югославії Томіслава та баденської принцеси Маргарити.
Є у списку наслідування британського трону.

## Біографія
Катаріна народилася 28 листопада 1959 року у Лондоні. Вона стала другою дитиною та єдиною донькою для принца Югославії Томіслава Карагеоргієвича та його першої дружини Маргарити Баденської. В родині вже підростав син Миколай.
Будучи принцом Югославії, Томіслав ще наприкінці 1930-х переїхав до Великої Британії.
Батьки мали яблучну ферму у Сассексі, але вона приносила переважно збитки. Фінансове становище сім'ї було дуже нестабільним. У 1981 Томіслав та Маргарита розлучилися, і батько взяв другий шлюб. Від цього союзу у Катаріни є двоє єдинокровних братівː Георгій та Михайло.
У середині 80-х принцеса познайомилася із британським юристом Десмондом да Сільвою, старшим від неї на двадцять років. Да Сільва мав сингальське та англо-шотландське походження і був адвокатом у шостому коліні. У 1987 році вони побралися. За словами нареченого, на першій зустрічі на заході, де Катаріна сиділа навпроти, він звернув на неї увагу через її високий зріст, класичну вроду та почуття гумору. Від наступної зустрічі, яка відбулася на обіді на честь візиту до Британії короля Марокко Хасана II, де пара змогла ближче познайомитися, вони почали зустрічатися.
У вересні 1987 року було оголошено про заручини Катаріни та Десмонда. Весілля відбулося 5 грудня 1987 року у Лондоні. Нареченій виповнилося 28 років, нареченому —48. У подружжя народилася єдина донька, Вікторія Марія Есме Маргарита (нар. 1991) — неодружена, дітей не має.
Мешкала родина у великому заміському будинку поблизу Горшаму у Сассексі.
У квітні 2009 року пара розійшлася, а 6 травня 2010 року було оформлене розлучення. Розрив із чоловіком Катаріна переживала важко.
У 2015 році принцеса разом із Грантом Гарольдом, який працював дворецьким у принца Уельського та герцогині Корнуолльської, заснували Королівську школу етикету. Також вони відкрили Королівську школу дворецьких. Заняття проходять у Бленгеймському палаці, замку Торнбері та готелі Рітц у Лондоні.
Принцеса Катаріна наразі є президентом Гільдії подорожей і туризму, заснованої у 1994 році, а також бере активну участь у підтримці багатьох благодійних ініціатив. Є послом Спортивної Академії Молоді Бірмінгему та патроном Фонду середньовічної генеалогії. Підтримує English Schools' Orchestra та ARNI Institute.
Мешкає у Великій Британії.

## Нагороди
- Великий хрест ордена Святого Сави (династія Карагеоргієвичів) (серпень 2016);[14]
- Великий хрест ордена Франциска I (дім Неаполітанських Бурбонів);
- Великий хрест королівського ордену Корони (королівський дім Руанди) (червень 2016).[15]